# Keith Levene
Keith Levene, nome completo Julian Keith Levene (Londra, 18 luglio 1957 – Norfolk, 11 novembre 2022), è stato un compositore e chitarrista britannico.
È ricordato soprattutto per essere stato un membro (alla chitarra) dei Clash e dei Public Image Ltd.

## Biografia

### L'entrata nella scena musicale - i Clash (1976 - 1977)
Levene fu un componente alla chitarra prima dei London SS e quindi dei Clash, complesso con cui scriverà una sola canzone in collaborazione con gli altri due chitarristi del gruppo: Joe Strummer e Mick Jones. La canzone si chiama What's My Name e fa parte dell'album omonimo della band: The Clash. Keith fu allontanato dai Clash prima della pubblicazione del loro primo album.

### Dai Public Image Limited a oggi (1978 - 2011)
Trovò così posto in una formazione chiamata Flowers of Romance, nella quale militava anche Sid Vicious e componenti future delle Slits. 
Dopo lo scioglimento dei Pistols avvenuto nel 1978, Keith seguì il loro cantante John Lydon in un nuovo gruppo chiamato Public Image Ltd. (spesso abbreviato PIL), dove suonava la chitarra. Nelle successive registrazioni con i PiL rinunciò molte volte alla sua chitarra per far spazio ad un sintetizzatore.
Lasciò i Public Image Ltd. nel 1983, in disaccordo con Lydon sulle registrazioni del nuovo materiale, l'album che poi diventerà This Is What You Want, This Is What You Get.
Ha collaborato in svariati progetti musicali (fra cui diverse colonne sonore) e ha pubblicato alcuni lavori da solista fra cui vale la pena citare l'LP Violent Opposition (del 1989, su etichetta Taang Records) e l'EP Murder Global del 2002.